# North Elkington
North Elkington är en by i civil parish Elkington, i distriktet East Lindsey, i grevskapet Lincolnshire, i England. Byn är belägen 5 km från Louth. North Elkington var en civil parish fram till 1987 när blev den en del av Elkington. Civil parish hade 55 invånare år 1961.